# Liste des châteaux de l'Aisne
Cet article recense de manière non exhaustive les châteaux (de défense ou d'agrément), maisons fortes, mottes castrales, situés dans le département français de l'Aisne. Il est fait état des inscriptions et classements au titre des monuments historiques.

## Liste
| Icône            | Signification    | Abréviations             | Abréviations                  | Abréviations             | Abréviations           |
| ---------------- | ---------------- | ------------------------ | ----------------------------- | ------------------------ | ---------------------- |
| Château fort     | Château fort     | = Bastide                | = Ferme fortifiée             | = Maison forte           | = (Néo-)Palladianisme  |
| Renaissance      | Renaissance      | = Château gascon         | = Folie (montpelliéraine)     | = Manoir, Gentilhommière | = Résidence épiscopale |
| Domaine viticole | Domaine viticole | = Classicisme, classique | = Forteresse, fort(ification) | = Maison (noble)         | = Style Beaux-Arts     |
| Palais           | Palais           | = Commanderie            | = Gothique (flamboyant)       | = Néo-baroque            | = Style Second Empire  |
| Ruine ou disparu | Ruine, disparu   | = Château pinardier      | = Hôtel particulier           | = Néo-classique          | = Style italianisant   |
|                  |                  | = Demeure seigneuriale   | ... = Style Louis XII...XVI   | = Néo-gothique           | = Style troubadour     |
|                  |                  | = Éclectisme             | = Logis (seigneurial)         | = Néo-Renaissance        | = Villa (de Nice)      |
| Baroque, rococo  | Baroque, rococo  | = Édifice religieux      | = Motte castrale/féodale      | = Pavillon de chasse     | = Styles du XXe siècle |

| Type                                           | Château                                           | Commune                        | Protection | Notes                               | Coordonnées                 | Illustration |
| ---------------------------------------------- | ------------------------------------------------- | ------------------------------ | --- | ----------------------------------- | --------------------------- | ------------ |
| Château fort · Ruine ou disparu                | Donjon d'Ambleny                                  | Ambleny                        | Classé MH (1929) · Notice no PA00115500                                                                                     | 1140                                | 49° 22′ 51″ N, 3° 11′ 01″ E |              |
| Château fort · Ruine ou disparu                | Château d'Anizy                                   | Anizy-le-Grand                 | | Rue de vieux château                | 49° 30′ 16″ N, 3° 27′ 05″ E |              |
| Maison forte                                   | Château d'Armentières                             | Armentières-sur-Ourcq          | Classé MH (1921) · Notice no PA00115506                                                                                     | XIVe siècle, maison forte           | 49° 11′ 09″ N, 3° 22′ 57″ E |              |
| Château fort                                   | Château d'Arranceau                               | Arrancy                        | Inscrit MH (1927) · Notice no PA00115507                                                                                    | XVe siècle                          | 49° 29′ 33″ N, 3° 45′ 26″ E |              |
| Renaissance                                    | Château d'Arrancy                                 | Arrancy                        | Inscrit MH (2008) · Notice no PA02000077                                                                                    | XVIe et XIXe siècles                | 49° 29′ 33″ N, 3° 45′ 26″ E |              |
| Manoir, gentilhommière                         | Château de l'Arrouaise                            | Oisy                           | | 1850                                | 50° 01′ 04″ N, 3° 37′ 50″ E |              |
| Maison forte                                   | Château d'Aulnois-sous-Laon                       | Aulnois-sous-Laon              | Inscrit MH (1927) · Notice no PA00115513                                                                                    | XIVe siècle, maison forte           | 49° 36′ 46″ N, 3° 36′ 15″ E |              |
|                                                | Château d'Autremencourt                           | Autremencourt                  | |                                     | 49° 42′ 16″ N, 3° 47′ 12″ E |              |
| Hôtel particulier                              | Hôtel de Barral                                   | Soissons                       | Inscrit MH (1980) · Notice no PA00115945                                                                                    | XVIIe siècle                        | 49° 23′ 03″ N, 3° 19′ 29″ E |              |
| Ruine ou disparu                               | Château du Bas                                    | Braine                         | Inscrit MH (1927) · Notice no PA00115551                                                                                    | XVIIe siècle                        | 49° 19′ 56″ N, 3° 32′ 32″ E |              |
| Château fort · Ruine ou disparu                | Château de Bazoches-sur-Vesles                    | Bazoches-sur-Vesles            | Inscrit MH (1927) · Notice no PA00115520                                                                                    | XIIIe siècle                        | 49° 18′ 23″ N, 3° 37′ 03″ E |              |
| Château fort · Ruine ou disparu                | Château de Beaurevoir (Tour Jeanne D'Arc)         | Beaurevoir                     | Classé MH (1920) · Inscrit MH (1937) · Notice no PA00115522                                                                 | XIIe siècle                         | 49° 59′ 34″ N, 3° 18′ 07″ E |              |
| Classicisme, classique                         | Château de Bernoville                             | Aisonville-et-Bernoville       | Inscrit MH (1997, 2012) · Notice no PA02000004                                                                              | XVIIIe siècle                       | 49° 55′ 51″ N, 3° 30′ 27″ E |              |
| Château fort · Ruine ou disparu                | Château de Berzy-le-Sec                           | Berzy-le-Sec                   | Classé MH (1926) · Notice no PA00115528                                                                                     | XIVe siècle                         | 49° 20′ 00″ N, 3° 18′ 42″ E |              |
| Classicisme, classique                         | Ancien château de Blérancourt (Hôtel de Fourcroy) | Blérancourt                    | Inscrit MH (1927) · Notice no PA00115536                                                                                    | XVIIe siècle                        | 49° 30′ 54″ N, 3° 09′ 07″ E |              |
| Folie (montpelliéraine)                        | Château de Blérancourt                            | Blérancourt                    | Classé MH (1925, 1932, 1933) · Inscrit MH (2001, 2002) · Notice no PA00115535                                               | 1612-1619, musée franco-américain   | 49° 31′ 05″ N, 3° 09′ 17″ E |              |
| Style Louis XIII                               | Donjon de Bois-lès-Pargny                         | Bois-lès-Pargny                | Classé MH (1927) · Notice no PA00115540                                                                                     | XVIIe siècle                        | 49° 43′ 56″ N, 3° 38′ 55″ E |              |
| Maison (noble)                                 | Château de Bourguignon-sous-Montbavin             | Bourguignon-sous-Montbavin     | Inscrit MH (2004) · Notice no PA02000055                                                                                    | XIXe siècle, Maison de campagne     | 49° 31′ 42″ N, 3° 32′ 24″ E |              |
| Néo-classique · Styles xxe siècle              | Château de la Bôve                                | Bouconville-Vauclair           | | XIIIe et XVIIIe siècles, 1928-1933  | 49° 28′ 33″ N, 3° 45′ 00″ E |              |
| Renaissance                                    | Château de Branges                                | Arcy-Sainte-Restitue (Branges) | Inscrit MH (1928) · Notice no PA00115504                                                                                    | XVIe siècle                         | 49° 15′ 53″ N, 3° 30′ 15″ E |              |
| Maison forte · Château fort · Ruine ou disparu | Château de Bucy-le-Long                           | Bucy-le-Long                   | Inscrit MH (1926) · Notice no PA00115565                                                                                    | XIVe siècle reconstruite en 1480    | 49° 23′ 22″ N, 3° 24′ 10″ E |              |
| Château fort                                   | Château du Buisson                                | Brécy (Aisne)                  | Classé MH (1981) · Inscrit MH (1981) · Notice no PA00115553                                                                 | XIIIe siècle                        | 49° 09′ 16″ N, 3° 25′ 30″ E |              |
| Ruine ou disparu                               | Château de Cambron                                | Fontaine-lès-Vervins           | Inscrit MH (1928) · Notice no PA00115681                                                                                    | XVe siècle                          | 49° 49′ 42″ N, 3° 52′ 20″ E |              |
| Néo-classique · Styles xxe siècle              | Château de Caulaincourt                           | Caulaincourt                   | Inscrit MH (1992) · Classé MH (1998) · Notice no PA00116006                                                                 | 1876, 1930-1933                     | 49° 51′ 48″ N, 3° 06′ 43″ E |              |
| Maison forte                                   | Donjon de Cerny-lès-Bucy                          | Cerny-lès-Bucy                 | Classé MH (2004) · Notice no PA00115575                                                                                     | XVe siècle, maison forte            | 49° 34′ 43″ N, 3° 32′ 46″ E |              |
| Renaissance                                    | Château de Chailvet                               | Royaucourt-et-Chailvet         | Classé MH (1984) · Inscrit MH (1984) · Notice no PA00115891                                                                 | 1540                                | 49° 30′ 47″ N, 3° 32′ 06″ E |              |
| Maison forte                                   | Château de Chalandry                              | Chalandry                      | Inscrit MH (1927) · Notice no PA00115580                                                                                    | XVIe siècle, maison forte           | 49° 40′ 40″ N, 3° 39′ 01″ E |              |
| Classicisme, classique                         | Château de Chambly (Château de Bosmont)           | Bosmont-sur-Serre              | Inscrit MH (1966, 1970) · Notice no PA00115545                                                                              | 1687, 1694                          | 49° 43′ 40″ N, 3° 51′ 38″ E |              |
| Château fort · Ruine ou disparu                | Château de Château-Thierry                        | Château-Thierry                | Classé MH (1932) · Notice no PA00115584                                                                                     | XIIIe siècle                        | 49° 02′ 50″ N, 3° 24′ 08″ E |              |
| Classicisme, classique                         | Château de Chevregny                              | Chevregny                      | Notice no IA02001837 | XVIIe et XXe siècles                | 49° 28′ 31″ N, 3° 35′ 40″ E |              |
| Renaissance                                    | Château de Cœuvres                                | Cœuvres-et-Valsery             | Inscrit MH (1927) · Notice no PA00115603                                                                                    | XVIe siècle                         | 49° 20′ 15″ N, 3° 09′ 16″ E |              |
| Renaissance                                    | Château de Condé                                  | Condé-en-Brie                  | Classé MH (1979) · Notice no PA00115608                                                                                     | XIIe siècle                         | 49° 00′ 22″ N, 3° 33′ 33″ E |              |
| Château fort · Ruine ou disparu                | Château de Coucy                                  | Coucy-le-Château-Auffrique     | Classé MH (1862) · Notice no PA00115617                                                                                     | XIIIe siècle                        | 49° 31′ 18″ N, 3° 19′ 07″ E |              |
| Style Louis XIV                                | Château de Courcelles                             | Courcelles-sur-Vesle           | | 1690-1694, style Louis XIV          | 49° 20′ 16″ N, 3° 34′ 11″ E |              |
| Classicisme, classique                         | Château de Couvrelles                             | Couvrelles                     | Inscrit MH (1927) · Notice no PA00115630                                                                                    | XVIIe siècle                        | 49° 20′ 23″ N, 3° 29′ 27″ E |              |
| Manoir, gentilhommière                         | Manoir de Coyolles                                | Coyolles                       | Inscrit MH (2007) · Notice no PA02000062                                                                                    | XVIe siècle                         | 49° 14′ 03″ N, 3° 02′ 36″ E |              |
| Maison forte · Ruine ou disparu                | Château de Cramaille                              | Cramaille                      | Inscrit MH (1927) · Notice no PA00115633                                                                                    | XIIIe siècle, maison forte          | 49° 13′ 45″ N, 3° 27′ 07″ E |              |
|                                                | Château de Droizy                                 | Droizy                         | Inscrit MH (1995) · Classé MH (1997) · Notice no PA00115653                                                                 | XIIe siècle                         |                             |              |
|                                                | Château de l'Étang                                | Audigny                        | Inscrit MH (1927) · Notice no PA00115511                                                                                    | XVe siècle                          |                             |              |
|                                                | Château de La Fère                                | La Fère                        | Classé MH (1965) · Inscrit MH (1994) · Notice no PA00115666                                                                 | XVe siècle                          |                             |              |
| Château fort · Ruine ou disparu                | Château de Fère-en-Tardenois                      | Fère-en-Tardenois              | Classé MH (1862) · Inscrit MH (1994) · Notice no PA00115670 · Notice no IA02001555 · Notice no IA02001226                   | XIIIe siècle                        |                             |              |
| Château fort · Ruine ou disparu                | Château de La Ferté-Milon                         | La Ferté-Milon                 | Classé MH (1862) · Notice no PA00115673 · Notice no IA02001554                                                              | 1398                                |                             |              |
|                                                | Château de Festieux                               | Festieux                       | Inscrit MH (1978) · Notice no PA00115679 · Notice no IA02001227                                                             | XIVe siècle                         |                             |              |
| Renaissance · Ruine ou disparu                 | Château de Folembray                              | Folembray                      | Notice no IA02001228 |                                     | 49° 32′ 47″ N, 3° 17′ 05″ E |              |
| Manoir, gentilhommière                         | Manoir des Fossés                                 | Haramont                       | Inscrit MH (2003) · Notice no PA02000045                                                                                    | XVIe siècle                         |                             |              |
| Renaissance                                    | Château François Ier                              | Villers-Cotterêts              | Inscrit MH (1927, 1932, 1936) · Classé MH (1957, 1997) · Notice no PA00115984 · Notice no IA00067168 · Notice no IA02001289 | Moyen Âge, 1530                     |                             |              |
| Château fort · Renaissance                     | Château de Gandelu                                | Gandelu                        | | Moyen Âge, XVIe siècle              | 49° 05′ 37″ N, 3° 11′ 07″ E |              |
| Renaissance                                    | Château de Givray                                 | Bruyères-sur-Fère              | Inscrit MH (1928) · Notice no PA00115561                                                                                    | XVIe siècle                         |                             |              |
| Château fort · Ruine ou disparu                | Château de Guise                                  | Guise                          | Classé MH (1924, 2008) · Notice no PA00115693 · Notice no IA02000801 · Notice no IA02001340                                 | Xe siècle                           |                             |              |
|                                                | Château de Jouaignes                              | Jouaignes                      | Inscrit MH (1982) · Notice no PA00115703 · Notice no IA02001250                                                             | XVIIIe siècle                       |                             |              |
|                                                | Château de Louâtre                                | Louâtre                        | Inscrit MH (1928) · Notice no PA00115793                                                                                    | XVIe siècle                         |                             |              |
| Manoir, gentilhommière                         | Manoir de Louâtre                                 | Louâtre                        | Inscrit MH (1928) · Notice no PA00115795                                                                                    | XVe siècle                          |                             |              |
|                                                | Château de Marchais                               | Marchais                       | | 1530                                |                             |              |
|                                                | Château de Marfontaine                            | Marfontaine                    | Inscrit MH (1998) · Notice no PA02000016                                                                                    | 1619                                |                             |              |
|                                                | Château de Marigny-en-Orxois                      | Marigny-en-Orxois              | Inscrit MH (2003) · Notice no PA02000042 · Notice no IA02001259                                                             |                                     |                             |              |
|                                                | Château de Marizy-Saint-Mard                      | Marizy-Saint-Mard              | Inscrit MH (1928) · Classé MH (1930) · Notice no PA00115805                                                                 | XIIIe siècle                        |                             |              |
|                                                | Château de Mauregny-en-Haye                       | Mauregny-en-Haye               | Inscrit MH (1928) · Notice no PA00115810                                                                                    | XVIIe siècle                        |                             |              |
|                                                | Château de Mazancourt                             | Vivières                       | Inscrit MH (1982) · Notice no PA00115991 · Notice no IA00067213 · Notice no IA02001394                                      | XVIe siècle                         |                             |              |
|                                                | Château de Missy-lès-Pierrepont                   | Missy-lès-Pierrepont           | |                                     |                             |              |
|                                                | Château de Mont-Saint-Martin                      | Mont-Saint-Martin              | Inscrit MH (1927) · Notice no PA00115819                                                                                    | XVIIe siècle                        |                             |              |
|                                                | Château de Montgobert                             | Montgobert                     | Classé MH (1978) · Inscrit MH (1978) · Notice no PA00115825 · Notice no IA00067084 · Notice no IA02001262                   | 1775, musée                         |                             |              |
|                                                | Château de Montois                                | Ressons-le-Long                | | 1736                                |                             |              |
|                                                | Château de Moucheton                              | Épieds (Aisne)                 | Inscrit MH (1992) · Notice no PA00116007 · Notice no IA02001329                                                             | XVIe siècle                         |                             |              |
|                                                | Château de la Muette                              | Largny-sur-Automne             | Inscrit MH (2004) · Notice no PA02000053 · Notice no IA02001253 · Jardin remarquable · Notice no JAR0000168                 | XVIe siècle                         |                             |              |
| Château fort · Ruine ou disparu                | Château de Muret                                  | Muret-et-Crouttes              | |                                     | 49° 17′ 02″ N, 3° 24′ 56″ E |              |
| Château fort · Ruine ou disparu                | Château de Nesles                                 | Seringes-et-Nesles             | Classé MH (1922) · Notice no PA00115932                                                                                     | XIIIe siècle                        |                             |              |
|                                                | Château de Noüe                                   | Villers-Cotterêts              | Inscrit MH (1927) · Notice no PA00115985 · Notice no IA00067169                                                             | XIIIe siècle                        |                             |              |
|                                                | Château du Nouvion-en-Thiérache                   | Nouvion-en-Thiérache           | |                                     |                             |              |
|                                                | Château d'Oigny-en-Valois                         | Oigny-en-Valois                | Inscrit MH (1928, 1990) · Notice no PA00115851 · Notice no IA00067095 · Notice no IA02001264                                | 1498                                |                             |              |
|                                                | Château de Paars                                  | Paars                          | Inscrit MH (1980, 2002) · Notice no PA00115859 · Notice no IA02001265                                                       | XVIIIe siècle                       |                             |              |
|                                                | Château de Parpeville                             | Parpeville                     | Inscrit MH (1928) · Notice no PA00115864 · Notice no IA02001268                                                             | XVIIIe siècle                       |                             |              |
| Château fort · Ruine ou disparu                | Château de Passy-en-Valois                        | Passy-en-Valois                | | Moyen Âge                           | 49° 10′ 06″ N, 3° 11′ 48″ E |              |
| Château fort · Ruine ou disparu                | Château de Pernant                                | Pernant                        | Inscrit MH (1927, 2006, 2007) · Classé MH (2007) · Notice no PA00115867                                                     | XIVe siècle                         |                             |              |
|                                                | Château de la Pilule                              | Saint-Quentin                  | Inscrit MH (2014) · Notice no PA02000085                                                                                    | 1931                                |                             |              |
|                                                | Château de la Plesnoye                            | Englancourt                    | Inscrit MH (1985) · Notice no PA00115655                                                                                    | 1665                                |                             |              |
|                                                | Château de Pont-Saint-Mard                        | Pont-Saint-Mard                | Inscrit MH (2002, 2019) · Notice no PA02000040 · Notice no IA02001270                                                       | XIXe siècle                         |                             |              |
|                                                | Château de Presles                                | Presles-et-Thierny             | Inscrit MH (1927) · Notice no PA00115877                                                                                    | XIIIe siècle                        |                             |              |
|                                                | Château de Puisieux-et-Clanlieu                   | Puisieux-et-Clanlieu           | Inscrit MH (2008) · Notice no PA02000075 · Notice no IA02001369                                                             | XVIIIe siècle                       |                             |              |
| Ruine ou disparu                               | Château de Quierzy                                | Quierzy                        | Inscrit MH (1928) · Notice no PA00115881 · Notice no IA02001370                                                             | XIVe siècle                         |                             |              |
|                                                | Château de Quincy-sous-le-Mont                    | Quincy-sous-le-Mont            | Inscrit MH (1927) · Notice no PA00115882                                                                                    | XVIe siècle                         |                             |              |
| Manoir, gentilhommière                         | Manoir de Révillon                                | Révillon                       | Inscrit MH (1927) · Notice no PA00115886                                                                                    | XVIe siècle                         |                             |              |
| Ruine ou disparu                               | Château de Rognac                                 | Coulonges-Cohan                | Inscrit MH (1928) · Notice no PA00115622                                                                                    | XIIIe siècle                        |                             |              |
|                                                | Château de Saponay                                | Saponay                        | Inscrit MH (1928) · Notice no PA00115920                                                                                    | XIIIe siècle                        |                             |              |
| Ruine ou disparu                               | Château de Septmonts                              | Septmonts                      | Classé MH (1920, 2006) · Notice no PA00115922                                                                               | XIIIe siècle                        |                             |              |
|                                                | Château de Sons-et-Ronchères                      | Sons-et-Ronchères              | |                                     |                             |              |
| Ruine ou disparu                               | Château de Soupir                                 | Soupir                         | Inscrit MH (2007) · Notice no PA02000072                                                                                    | XVIe siècle                         |                             |              |
|                                                | Château de Vadancourt                             | Maissemy                       | | 1927                                |                             |              |
| Classicisme, classique                         | Château de Vauxbuin                               | Vauxbuin                       | |                                     | 49° 21′ 22″ N, 3° 17′ 40″ E |              |
| Château fort · Ruine ou disparu                | Château de Vervins                                | Vervins                        | |                                     | 49° 50′ 16″ N, 3° 54′ 17″ E |              |
| Ruine ou disparu                               | Château de Vic-sur-Aisne                          | Vic-sur-Aisne                  | Classé MH (1919) · Inscrit MH (1927, 1992) · Notice no PA00115974 · Notice no IA02001284                                    | 1150                                |                             |              |
|                                                | Château de Viels-Maisons                          | Viels-Maisons                  | Inscrit MH (1997) · Notice no PA02000011 · Jardin remarquable · Notice no JAR0000170                                        | XVIIIe siècle                       |                             |              |
|                                                | Château de Vierzy                                 | Vierzy                         | Inscrit MH (1928) · Notice no PA00115978                                                                                    | XVe siècle                          |                             |              |
| Ruine ou disparu                               | Château de Ville-Savoye                           | Ville-Savoye                   | Inscrit MH (1927) · Notice no PA00115989                                                                                    | XVe siècle                          |                             |              |
|                                                | Château de Villeblain                             | Chacrise                       | Inscrit MH (1928) · Notice no PA00115577                                                                                    | XVIe siècle                         |                             |              |
|                                                | Château de Villeneuve-Saint-Germain               | Villeneuve-Saint-Germain       | Inscrit MH (2006) · Notice no PA02000060 · Notice no IA02001391                                                             | XXe siècle                          |                             |              |
| Renaissance                                    | Château de Villers-Cotterêts                      | Villers-Cotterêts              | Classé MH (1997) · Notice no PA00115984 · Notice no IA00067168 · Notice no IA02001289                                       | XVIe et XVIIIe siècles, XIXe siècle | 49° 15′ 21″ N, 3° 05′ 32″ E |              |
|                                                | Château de Villers-Hélon                          | Villers-Hélon                  | Inscrit MH (1995) · Notice no PA00135572 · Notice no IA00067203                                                             | XVe siècle                          |                             |              |
|                                                | Château de Villiers-Saint-Denis                   | Villiers-Saint-Denis           | Inscrit MH (2007) · Notice no PA02000073                                                                                    | XVIIIe siècle                       |                             |              |